# Hrobyszcze
Hrobyszcze (ukr. Гробище) – wieś na Ukrainie, w obwodzie czerniowieckim, w rejonie wyżnickim, w hromadzie Putyła. W 2001 liczyła 301 mieszkańców.